# Åstrups, Sejlstrups och Børglums amt
Åstrups, Sejlstrups och Børglums amt (danska: Åstrup, Sejlstrup, Børglum Amt) var ett sammansatt amt i norra Danmark. Amtet omfattade den nordligaste delen av Jylland (Vendsyssel) samt ett antal närliggande öar som Læsø och Hirsholmarna. Det bestod av de tre amten Børglum, Sejlstrup och Åstrup och omfattade tre städer Hjørring, Skagen och Sæby.
Stiftsamtmannen i Ålborgs stift var gemensam amtman för de tre amten, något som också var fallet för Ålborghus amt, på andra sidan Limfjorden. Amtens förvaltning höll därför till i Ålborg, som utgjorde gemensam residensstad, även om staden inte ingick i amtens område.

## Administrativ historik
Åstrups, Sejlstrups och Børglums amt bildades när Danmarks län ersattes av amt 1662 och ersatte då de tre dåvarande slottslänen Børglums län, Sejlstrups län och Åstrups län samt den del av Ålborghus län som låg norr om Limfjorden.
Amtet upphörde i samband med amtsreformen 1793 då det till större delen ombildades till det då nybildade Hjørrings amt, medan mindre delar fördes till Thisteds amt (Vester Hans härad) respektive Århus amt (Ålborgs amt). I samband med kommunreformen 1970 blev nästan hela det dåvarande amtets område en del av Nordjyllands amt. Sedan kommunreformen 2007 tillhör området i sin helhet Region Nordjylland.

## Härader
Åstrups, Sejlstrups och Børglums amt omfattade åtta härader:
- Børglums härad
- Jerslevs härad
- Horns härad
- Hvetbo härad
- Kærs härad
- Vennebjergs härad
- Vester Hans härad
- Øster Hans härad